# Quimera (paleontologia)

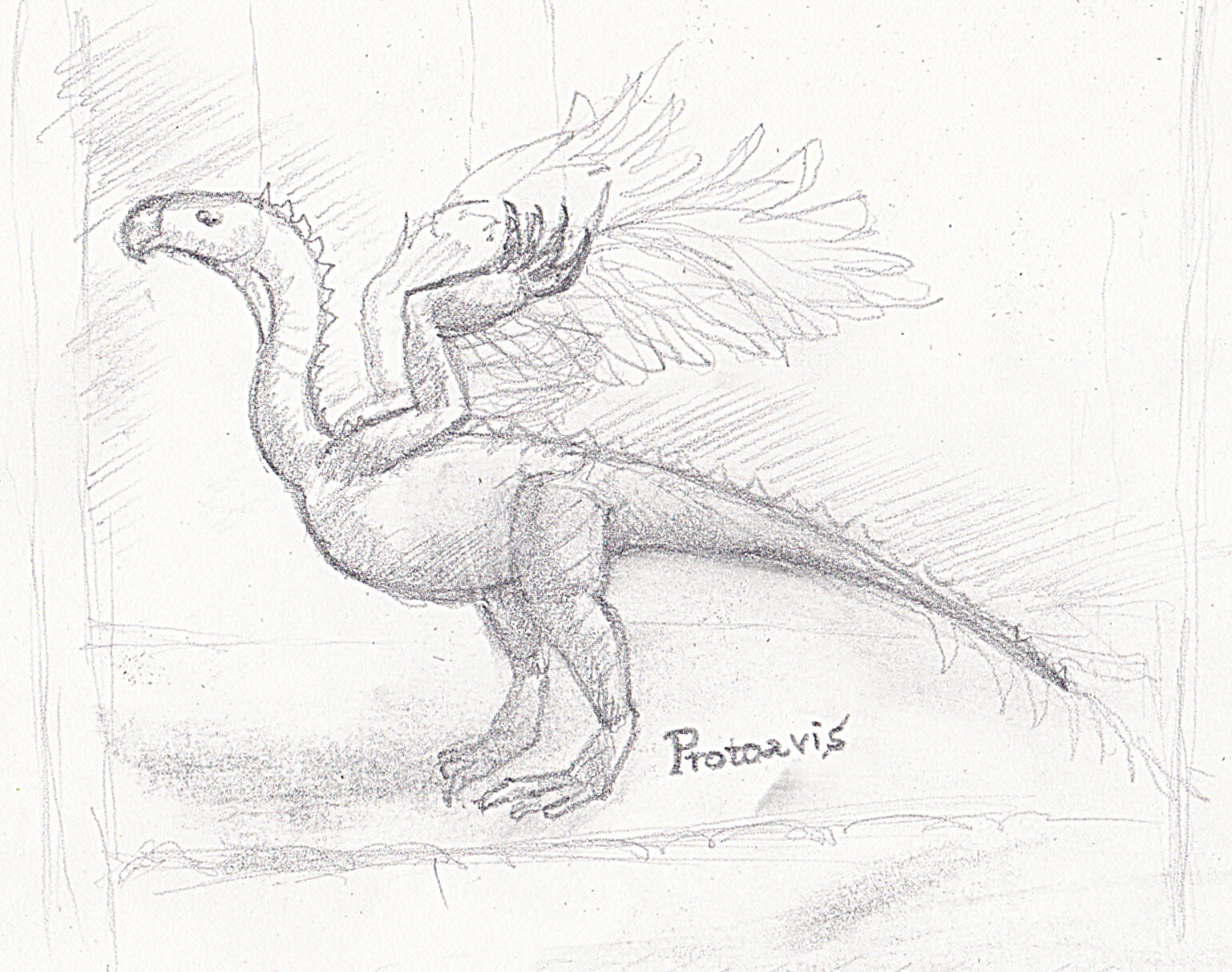
Protoavis

Quimera, na paleontologia é um fóssil que foi reconstruído com elementos provenientes de mais de uma única espécie (ou gênero) de animal. Um exemplo já clássico de uma quimera é o Protoavis.

## Lista de quimeras na paleontologia
- Brontosaurus, uma combinação de um corpo de Apatosaurus e um crânio de Camarasaurus.
- Lametasaurus
- Palaeosaurus
- Protoavis
- Ultrasauros